# Maurice Jarre

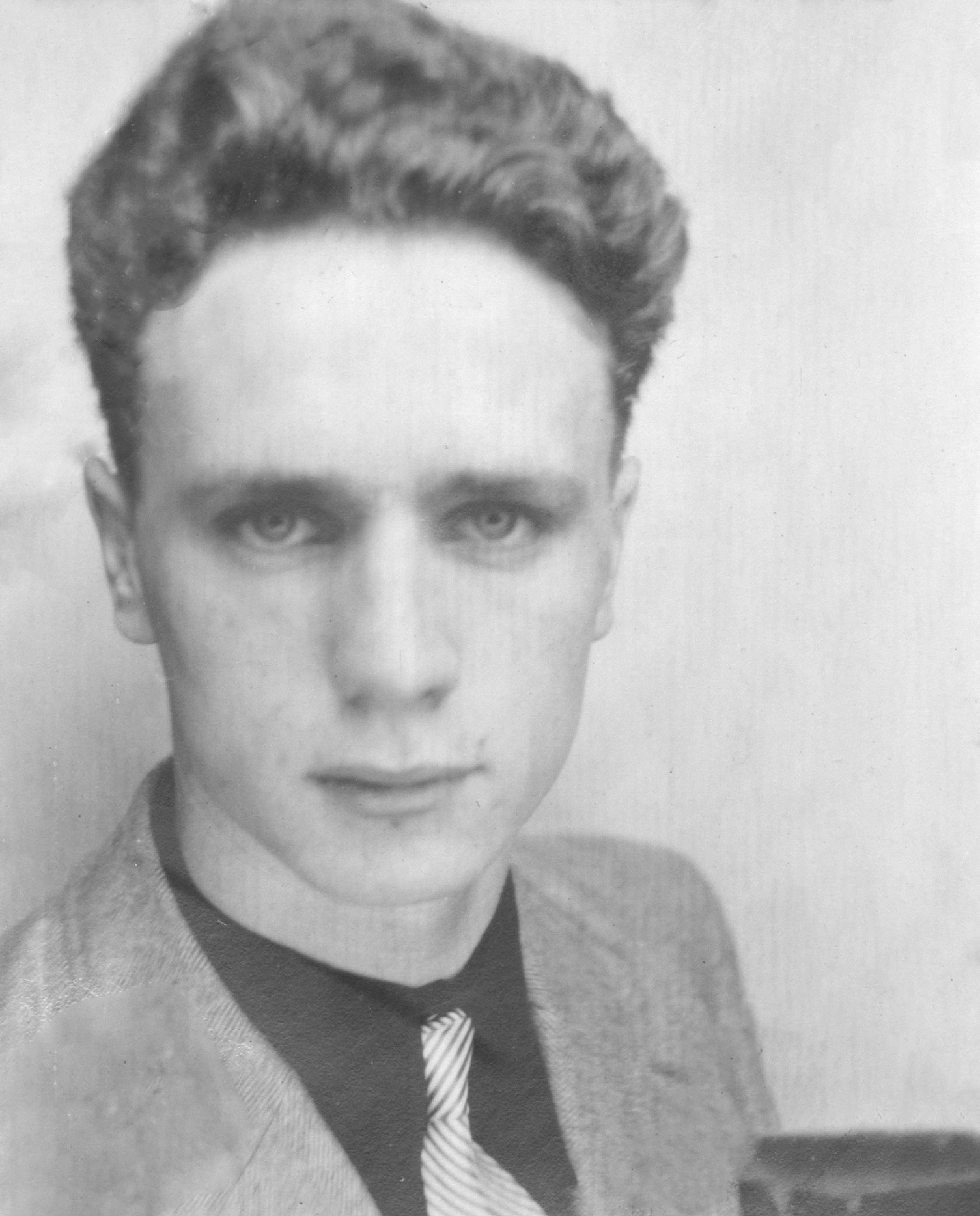
Maurice Jarre (ca. 1950)

Maurice-Alexis Jarre (* 13. September 1924 in Lyon; † 29. März 2009 in Los Angeles, Kalifornien) war ein französischer Komponist, der vor allem für seine Filmmusik bekannt ist. Berühmt wurden insbesondere seine Kompositionen für die Filmepen von David Lean. 
Für sein künstlerisches Werk wurde er vielfach ausgezeichnet. Unter anderem erhielt er einen Goldenen Ehrenbären der Berlinale und wurde mehrfach mit dem Oscar und dem Golden Globe ausgezeichnet. Er war der Vater des Musikers und Musikproduzenten Jean-Michel Jarre.

## Wirken
Jarre schrieb für eine große Zahl von Filmen die Musik, darunter für Jesus von Nazareth, Rivalen unter roter Sonne, Shogun, Gorillas im Nebel und Der Club der toten Dichter. Seine Filmmusiken wurden mehrfach für einen Oscar nominiert, den er auch drei Mal gewann: Für Lawrence von Arabien (1963), Doktor Schiwago (1966) und Reise nach Indien (1984); bei allen drei Filmen führte David Lean Regie. 2009 erhielt er den Goldenen Ehrenbären bei den Berlinale Filmfestspielen in Berlin.

## Privatleben
Jarre war viermal verheiratet. Aus seiner ersten Ehe mit Francette Pejot (in den 1940ern, nach dem Zweiten Weltkrieg) stammt sein Sohn Jean Michel Jarre, der als einer der Pioniere der elektronischen Musik gilt. Er ließ sich wenige Jahre nach der Geburt des Kindes von seiner Frau scheiden und hatte nur sehr wenig Kontakt zur Familie. Eine musikalische Zusammenarbeit mit seinem Sohn lehnte er bis zu seinem Tod ab. Mit der Benennung des Asteroiden (4422) Jarre wurden jedoch beide gemeinsam geehrt.
1965 heiratete Maurice Jarre die französische Schauspielerin Dany Saval. Mit ihr hatte er eine Tochter, die Szenenbildnerin Stephanie Jarre. Die Ehe wurde 1967 geschieden. Im gleichen Jahr heiratete er die US-amerikanische Schauspielerin Laura Devon. Er adoptierte ihren Sohn Kevin Jarre, einen Drehbuchautor, der später an Filmen wie Tombstone und Glory mitwirkte. Devon und Jarre wurden 1984 geschieden. Noch im gleichen Jahr ging Maurice Jarre seine vierte Ehe mit Fong F. Khong ein.
Maurice Jarre starb 2009 mit 84 Jahren in Los Angeles an Krebs.

## Filmografie
- 1952: Der Invalidendom (Hôtel des Invalides)
- 1956: Alles Gedächtnis der Welt (Sur le pont d’Avignon)
- 1956: La Théâtre National Populaire
- 1956: Alles Gedächtnis der Welt (Toute la mémoire du monde)
- 1957: Dem Satan ins Gesicht gespuckt (Le Feu aux poudres)
- 1958: Mit dem Kopf gegen die Wände (La Tête contre les murs)
- 1959: Sterne über dem Montblanc (Les Étoiles de midi)
- 1960: Augen ohne Gesicht (Les Yeux sans visage)
- 1961: Die drei Wahrheiten (Le Puits aux trois vérités)
- 1961: Das große Wagnis (The Big Gamble)
- 1961: Der Mitternachtsmörder (Pleins feux sur l’assassin)
- 1961: Der Präsident (Le Président)
- 1962: Sonntage mit Sybill (Les Dimanches de Ville D’Avray)
- 1962: Lawrence von Arabien (Lawrence of Arabia)
- 1962: Der längste Tag (The Longest Day)
- 1962: Die Tat der Therese D. (Thérèse Desqueyroux)
- 1963: Deine Zeit ist um (Behold a Pale Horse)
- 1963: Judex
- 1963: Sterben für Madrid (Mourir à Madrid, Dokumentarfilm)
- 1964: Dünkirchen, 2. Juni 1940 (Week-end à Zuydcoote)
- 1964: Deine Zeit ist um (Behold a Pale Horse)
- 1964: Der Zug (The Train)
- 1965: Der Fänger (The Collector)
- 1965: Doktor Schiwago (Doctor Zhivago)*
- 1966: Die Nacht der Generale (The Night of the Generals)
- 1966: Das Mädchen aus der Cherry-Bar (Gambit)
- 1966: Grand Prix
- 1966: Brennt Paris? (Paris brûle-t-il?)
- 1966: Die gefürchteten Vier (The Professionals)
- 1968: Todfeinde (5 Card Stud)
- 1968: Ein Mann wie Hiob (The Fixer)
- 1968: Isadora
- 1968: Pancho Villa reitet (Villa Rides)
- 1969: Die Verdammten (La caduta degli dei)
- 1969: The Extraordinary Seaman
- 1969: Topas (Topaz)
- 1970: El Condor
- 1970: Das einzige Spiel in der Stadt (The Only Game in Town)
- 1970: Ryans Tochter (Ryan’s Daughter)
- 1970: Una stagione all'inferno
- 1971: Hotelgeflüster (Plaza Suite)
- 1971: Rivalen unter roter Sonne (Red Sun)
- 1972: Die Wirkung von Gammastrahlen auf Ringelblumen (The Effect of Gamma Rays on Man-in-the-Moon Marigolds)
- 1972: Das war Roy Bean (The Life and Times of Judge Roy Bean)
- 1972: Papst Johanna (Pope Joan)
- 1973: Die Rivalin (Ash Wednesday)
- 1973: Der Mackintosh-Mann (The MacKintosh Man)
- 1974: Grandeur Nature
- 1974: Insel am Ende der Welt (The Island at the Top of the World)
- 1975: Mr. Sycamore
- 1975: Great Expectations
- 1975: Der Mann, der König sein wollte (The Man Who Would Be King)
- 1975: Mandingo
- 1975: Männer des Gesetzes (Posse)
- 1976: Der letzte Tycoon (The Last Tycoon)
- 1976: Mohammed – Der Gesandte Gottes (The Message)
- 1976: Brüll den Teufel an (Shout at the Devil)
- 1977: Jesus von Nazareth (Jesus of Nazareth)
- 1977: Marschier oder stirb (March or Die)
- 1977: Der Prinz und der Bettler (Crossed Swords)
- 1979: Die Blechtrommel
- 1979: Der Magier (The Magician of Lublin)
- 1979: Philadelphia Clan (Winter Kills)
- 1980: Nieten unter sich (The Black Marble)
- 1980: Bruchlandung im Paradies (The Last Flight of Noah’s Ark)
- 1980: Der starke Wille (Resurrection)
- 1980: Omar Mukhtar – Löwe der Wüste (Omar Mukhtar – Lion of the Desert)
- 1981: Circle of Deceit
- 1981: Shogun (Fernsehserie)
- 1981: Die Kadetten von Bunker Hill (Taps)
- 1981: Die Fälschung
- 1982: Firefox
- 1982: Küss mich, Doc (Young Doctors in Love)
- 1982: Ein Jahr in der Hölle (The Year of Living Dangerously)
- 1983: Schrei nach Leben (Au Nom De Tous Les Miens)
- 1983: Vendredi ou la vie sauvage (Fernsehfilm)
- 1984: Dreamscape – Höllische Träume (Dreamscape)
- 1984: Reise nach Indien (A Passage to India)
- 1984: Top Secret!
- 1985: Die Braut (The Bride)
- 1985: Enemy Mine – Geliebter Feind (Enemy Mine)
- 1985: Mad Max – Jenseits der Donnerkuppel (Mad Max Beyond Thunderdome)
- 1985: Der einzige Zeuge (Witness)
- 1986: Apology – Tödliches Geständnis (Apology)
- 1986: Mosquito Coast (The Mosquito Coast)
- 1986: Solarfighters (Solarbabies)
- 1986: Tai-Pan
- 1987: Eine verhängnisvolle Affäre (Fatal Attraction)
- 1987: Gaby – Eine wahre Geschichte (Gaby: A True Story)
- 1987: Julia und Julia (Giulia e Giulia)
- 1987: No Way Out – Es gibt kein Zurück (No Way Out)
- 1987: Shuto shôshitsu
- 1988: Distant Thunder
- 1988: Gorillas im Nebel (Gorillas in the Mist)
- 1988: Mond über Parador (Moon Over Parador)
- 1988: Der Fall Mary Phagan (The Murder of Mary Phagan)
- 1988: Wildfire
- 1989: Ein himmlischer Liebhaber (Chances Are)
- 1989: Der Club der toten Dichter (Dead Poets Society)
- 1989: Feinde – Die Geschichte einer Liebe (Enemies: A Love Story)
- 1990: After Dark, My Sweet
- 1990: Beinahe ein Engel (Almost an Angel)
- 1990: Ghost – Nachricht von Sam (Ghost)
- 1990: Jacob’s Ladder – In der Gewalt des Jenseits (Jacob’s Ladder)
- 1990: Starfire (Solar Crisis)
- 1990: Jessica und das Rentier (Prancer)
- 1991: Fires Within
- 1991: Mama, ich und wir zwei (Only the Lonely)
- 1992: Der Außenseiter (School Ties)
- 1992: Der Schatten des Wolfes (Agaguk)
- 1993: Fearless – Jenseits der Angst (Fearless)
- 1993: Mr. Jones
- 1995: Dem Himmel so nah (A Walk in the Clouds)
- 1996: The Sunchaser
- 1997: Le Jour et la Nuit
- 1999: Ein Hauch von Sonnenschein (The Taste of Sunshine)
- 2000: Ich träumte von Afrika (I Dreamed of Africa)
- 2001: Uprising – Der Aufstand (Uprising)

## Auszeichnungen und Nominierungen
Oscar (Academy Award)
- 1963: Lawrence von Arabien
- 1966: Doktor Schiwago
- 1985: Reise nach Indien

Oscarnominierungen
- 1964: Sonntage mit Sybill
- 1973: Das war Roy Bean (Song „Marmalade, Molasses and Honey“)
- 1978: Mohammed – Der Gesandte Gottes
- 1986: Der einzige Zeuge
- 1989: Gorillas im Nebel
- 1991: Ghost – Nachricht von Sam

Golden Globe
- 1966: Doktor Schiwago
- 1985: Reise nach Indien
- 1989: Gorillas im Nebel
- 1996: Dem Himmel so nah

Golden Globe-Nominierungen
- 1963: Lawrence von Arabien
- 1967: Brennt Paris?
- 1973: Das war Roy Bean (Song „Marmalade, Molasses and Honey“)
- 1976: Der Mann, der König sein wollte
- 1986: Der einzige Zeuge
- 1987: Mosquito Coast
- 2001: Ein Hauch von Sonnenschein

- Seine Filmmusik zu Lawrence von Arabien erreichte Platz 3 in der vom American Film Institute herausgegebenen Liste der 25 Besten Filmmusiken aus 100 Jahren.
- Er gewann zwei BAFTA Awards (1986 für Der einzige Zeuge und 1990 für Der Club der toten Dichter).
- Außerdem gewann er einen Grammy (für Doktor Schiwago) und wurde für 4 weitere nominiert.
- Weiterhin erhielt er drei ASCAP Film and Television Music Awards sowie 1993 den Preis für das Lebenswerk.
- 2003 gewann er den World Soundtrack Award für sein Lebenswerk.
- 2005 erhielt er den Europäischen Filmpreis für sein außergewöhnliches Lebenswerk.[7]
- 2009 wurde er auf der Berlinale mit dem Goldenen Ehrenbären ausgezeichnet.